# すくいず!
『Special Quiz Project すくいず!』（スペシャルクイズプロジェクト すくいず!）は、2007年4月18日から9月18日まで、テレビ朝日系列（フルネット24局）で毎週水曜23:15 - 翌0:10（JST）に放送されていたクイズバラエティ番組。字幕放送（一部地域を除く）・ハイビジョン制作（VTR映像は4:3）。

## 概要
テレビ朝日系列の平日深夜帯に設けられていた、「ネオバラエティ」にて放送された実験的クイズ番組であり、1つの新しいクイズ企画を、2回分を1区切りとして1 - 2区切り分放送していくスタイルが取られていた。企画に応じて、司会者や出演者、スタッフや制作会社も入れ替わる。番組名の由来は水曜日の水（スイ）とクイズを掛けたもので、野球用語のスクイズプレイとのダブルミーニングでもある。
オープニングは、巨人の星の映像を流用して声をコント仕立てに入れ直したものが使われている。こちらも複数のパターンが存在し、どれが使われるかは週によって異なるのも特徴の一つで、中には星一徹が「水曜だから『オーラの泉』を見ようとテレビを付けたが、放送されていたのがこの番組だったのでガックリと肩を落とす」という自虐ネタが盛り込まれたものもある。いずれのパターンもクイズ番組であることを伝えている以外、実際の番組内容との関連性はない。

## 企画
内容の詳細については各リンク先を参照。※印が付記された企画については、本番組終了後も特別番組・レギュラー番組として放送されたものを指す（一部改題・リニューアルあり）。
- 第1弾 世界ビックリ映像クイズ
  - 第1回 - 第4回、第13回 - 第14回に放送。
- 第2弾 電脳ヒルズ
  - 第5回 - 第8回に放送。
- 第3弾 スポ★カジ※
  - 第9回 - 第10回、第19回 - 第21回（最終回）に放送。第10回が放送された翌週には、スペシャルとしてゴールデンタイムでの放送も実施。
- 第4弾 いきなりプレゼント GET OR LOST
  - 第11回 - 第12回に放送。
- 第5弾 遭遇難易度ランキングTV※
  - 第15回 - 第16回に放送。
- 第6弾 世界一キモいクイズ※
  - 第17回 - 第18回に放送。

## 主題歌
歴代エンディングテーマ
『軽蔑していた愛情』（2007年4月 - 6月）
- 歌：AKB48
- 作詞：秋元康
- 作曲・編曲：井上ヨシマサ

『夏恋』（2007年7月 - 9月）
- 歌：シド
- 作詞：マオ
- 作曲：しんぢ

## スタッフ
各企画ごとのスタッフについては、#企画の各項目のリンクも参照。
- 制作著作：テレビ朝日
- チーフプロデューサー：蓮実一隆（テレビ朝日）
- プロデューサー：奥田創史（テレビ朝日）
- プログラムディレクター：小田隆一郎（テレビ朝日）
- AP：志波佳代子（テレビ朝日）
- ブレーン：渡邊健一
- 編成：渡辺実・鈴木久裕〔2007年4月～6月〕（テレビ朝日）、金澤美保・岩崎浩〔2007年7月～〕（テレビ朝日）
- 宣伝：中嶋哲也（テレビ朝日）〔2007年4月～6月〕、蓮実理奈・曲尾有香〔2007年7月～9月〕（テレビ朝日）
- デスク：佐藤まゆみ（テレビ朝日）

## ネット局と放送時間
| 放送対象地域   | 放送局                   | 系列           | 放送曜日・放送時間               | 放送日の遅れ  |
| -------------- | ------------------------ | -------------- | -------------------------------- | ------------- |
| 関東広域圏     | テレビ朝日（EX）         | テレビ朝日系列 | 毎週水曜 23:15 - 翌0:10          | 制作局        |
| 青森県         | 青森朝日放送（ABA）      | テレビ朝日系列 | 毎週水曜 23:15 - 翌0:10          | 同時ネット    |
| 岩手県         | 岩手朝日テレビ（IAT）    | テレビ朝日系列 | 毎週水曜 23:15 - 翌0:10          | 同時ネット    |
| 宮城県         | 東日本放送（KHB）        | テレビ朝日系列 | 毎週水曜 23:15 - 翌0:10          | 同時ネット    |
| 秋田県         | 秋田朝日放送（AAB）      | テレビ朝日系列 | 毎週水曜 23:15 - 翌0:10          | 同時ネット    |
| 山形県         | 山形テレビ（YTS）        | テレビ朝日系列 | 毎週水曜 23:15 - 翌0:10          | 同時ネット    |
| 福島県         | 福島放送（KFB）          | テレビ朝日系列 | 毎週水曜 23:15 - 翌0:10          | 同時ネット    |
| 新潟県         | 新潟テレビ21（UX）       | テレビ朝日系列 | 毎週水曜 23:15 - 翌0:10          | 同時ネット    |
| 長野県         | 長野朝日放送（abn）      | テレビ朝日系列 | 毎週水曜 23:15 - 翌0:10          | 同時ネット    |
| 静岡県         | 静岡朝日テレビ（SATV）   | テレビ朝日系列 | 毎週水曜 23:15 - 翌0:10          | 同時ネット    |
| 石川県         | 北陸朝日放送（HAB）      | テレビ朝日系列 | 毎週水曜 23:15 - 翌0:10          | 同時ネット    |
| 広島県         | 広島ホームテレビ（HOME） | テレビ朝日系列 | 毎週水曜 23:15 - 翌0:10          | 同時ネット    |
| 山口県         | 山口朝日放送（yab）      | テレビ朝日系列 | 毎週水曜 23:15 - 翌0:10          | 同時ネット    |
| 香川県・岡山県 | 瀬戸内海放送（KSB）      | テレビ朝日系列 | 毎週水曜 23:15 - 翌0:10          | 同時ネット    |
| 愛媛県         | 愛媛朝日テレビ（eat）    | テレビ朝日系列 | 毎週水曜 23:15 - 翌0:10          | 同時ネット    |
| 福岡県         | 九州朝日放送（KBC）      | テレビ朝日系列 | 毎週水曜 23:15 - 翌0:10          | 同時ネット    |
| 長崎県         | 長崎文化放送（NCC）      | テレビ朝日系列 | 毎週水曜 23:15 - 翌0:10          | 同時ネット    |
| 熊本県         | 熊本朝日放送（KAB）      | テレビ朝日系列 | 毎週水曜 23:15 - 翌0:10          | 同時ネット    |
| 大分県         | 大分朝日放送（OAB）      | テレビ朝日系列 | 毎週水曜 23:15 - 翌0:10          | 同時ネット    |
| 鹿児島県       | 鹿児島放送（KKB）        | テレビ朝日系列 | 毎週水曜 23:15 - 翌0:10          | 同時ネット    |
| 沖縄県         | 琉球朝日放送（QAB）      | テレビ朝日系列 | 毎週水曜 23:15 - 翌0:10          | 同時ネット    |
| 中京広域圏     | メ〜テレ（NBN）          | テレビ朝日系列 | 毎週水曜 23:17 - 翌0:12          | 2分遅れ       |
| 北海道         | 北海道テレビ（HTB）      | テレビ朝日系列 | 毎週水曜 23:45 - 翌0:40          | 30分遅れ      |
| 近畿広域圏     | 朝日放送（ABC）          | テレビ朝日系列 | 毎週木曜 0:29 - 1:26（水曜深夜） | 1時間14分遅れ |
| 富山県         | 富山テレビ（BBT）        | フジテレビ系列 | 不定期放送                       | ?日遅れ       |
| 鳥取県・島根県 | 日本海テレビ（NKT）      | 日本テレビ系列 | 毎週水曜 16:53 - 17:50           | ?日遅れ       |